# Chiarissimo Falconieri Mellini
Chiarissimo Falconieri Mellini, italijanski rimskokatoliški duhovnik, škof in kardinal, * 25. september 1794, Rim, † 2. april 1859.

## Življenjepis
19. septembra 1818 je prejel duhovniško posvečenje.
3. julija 1826 je bil imenovan za nadškofa Ravenne; 15. avgusta istega leta je prejel škofovsko posvečenje.
12. februarja 1836 je bil povzdignjen v kardinala in imenovan za kardinal-duhovnika S. Marcello.